# M96
（也稱為）是一個位於獅子座，距離地球3400萬光年的螺旋星系，由皮埃爾·梅香於1781年所發現。M96也是獅子座I星系群（即M96星系群）中的一個星系，此星系群中還包括M95與M105兩個梅西耶天體。

## 外部連結
- NOAO: M96 （页面存档备份，存于）
- SEDS: Spiral Galaxy M96
- WIKISKY.ORG: SDSS image M96 （页面存档备份，存于）